# اريك كوتش
اريك كوتش (بالإنجليزية: Warrick Couch)‏ (و. 1954 – م) هو عالم فلك

## التعليم
تعلم في جامعة فيكتوريا (ويلينغتون)